# 클라우지우 타파레우
클라우지우 안드레 메르젱 타파레우(포르투갈어: Cláudio André Mergen Taffarel, 1966년 5월 8일 ~ )은 브라질의 전 축구 선수로, 포지션은 골키퍼였다. 현재 브라질 대표팀과 잉글랜드 프리미어리그 리버풀의 골키퍼 코치이다.

## 경력
1985년 인테르나시오나우에서 선수 생활을 시작해 팀에서의 맹활약 덕분에 1990년 FIFA 월드컵 브라질 대표로 출전했다. 조별 예선에서 1실점만 허용할 정도로 철벽 수비를 자랑하면서 브라질을 16강전까지 진출시켰다. 비록 브라질은 아르헨티나와의 16강전에서 클라우디오 카니히아에게 결승골을 허용하면서 0-1로 패하였지만 월드컵에서 그의 활약은 돋보였다.
1990년 FIFA 월드컵에서의 활약 덕분에 이탈리아 파르마로 이적했고, 1993년 레지나 칼초로 이적했다. 1994년 FIFA 월드컵 브라질 대표로 출전했고 스웨덴과의 경기에서 1실점, 네덜란드와의 8강전 경기에서 2실점만 허용할 정도로 철벽 수비를 보여주면서 브라질을 결승전까지 진출시켰다. 이로써 브라질은 세계 최고의 GK 반열에 올랐다. 이탈리아와의 결승전 경기에서 전후반과 연장전까지 0-0으로 승부를 가리지 못해 승부차기에 돌입한 상태에서 이탈리아의 4번째 키커였던 다니엘레 마사로의 슛을 선방하는 등 브라질의 통산 4번째 FIFA 월드컵 우승에 큰 기여를 했다.
1995년 아틀레치쿠 미네이루로 이적했고, 1998년 FIFA 월드컵에서 브라질을 준결승전까지 진출시켰다. 브라질은 네덜란드와의 준결승전 경기에서 후반 1분에 터진 호나우두의 선제골로 1-0으로 앞서가고 있었지만 후반 42분 네덜란드의 파트리크 클라위베르트에게 동점골을 허용하면서 1-1 상황에서 연장전까지 가게 되었고 연장전에서 보여준 그의 신들린 선방 덕분에 승부차기까지 가게 된다. 승부차기에서 네덜란드의 세 번째 키커로 나선 필립 코쿠와 네 번째 키커로 나선 R. 더 부르의 슛을 선방했고 브라질은 그의 선방 덕분에 2회 연속으로 FIFA 월드컵 결승전에 진출하게 된다. 당시 네덜란드 언론에서는 "타파레우가 아니였으면 우리(네덜란드)는 브라질을 이겼을 것이다"라고 하였을 정도였다. 비록 브라질은 프랑스(1998년 FIFA 월드컵 개최국)와의 결승전 경기에서 0-3으로 패하면서 준우승을 차지했지만, 결승전까지 그가 보여준 활약은 100점 만점이었다. 1998년 터키 갈라타사라이로 이적했고 2001년 이탈리아 파르마로 이적했다. 2003년 현역 은퇴를 선언하였다.
2011년 갈라타사라이의 골키퍼 코치로 축구계에 복귀했으며, 갈라타사라이의 감독 대행도 맡은 적이 있다. 2021년부터 리버풀 FC의 골키퍼 코치로 활동 중이다.

## 수상

#### 파르마 칼초 1913
- 코파 이탈리아 : 1991–92, 2001–02
- 유로피언 컵 위너스 컵 : 1992–93

#### 아틀레치쿠 미네이루
- 캄페오나투 미네이루 : 1995
- 코파 CONMEBOL : 1997

#### 갈라타사라이 SK
- 수페르 리그 : 1998–99, 1999–00
- 터키시 컵 : 1998–99, 1999–00
- UEFA컵 : 1999-00
- UEFA 슈퍼컵 : 2000

#### 브라질
- FIFA 월드컵 : 우승 (1994), 준우승 (1998)
- 코파 이탈리아 : 우승 (1989, 1997), 준우승 (1991, 1995)
- 하계 올림픽 은메달 : 1988
- FIFA U-20 월드컵 : 1985

### 개인
- 볼라 지 오우루 : 1988
- 볼라 지 프라타 : 1987, 1988
- UEFA컵 결승전 MoM : 2000
- FIFA XI : 1998
- 툴롱 토너먼트 최우수 골키퍼 : 1987
- 브라질 축구 박물관 명예의 전당

## 같이 보기
- A매치 100경기 이상 출전한 축구 선수 명단